# نوری هیرو ناکامورا
نوری هیرو ناکامورا (انگلیسی: Norihiro Nakamura؛ زادهٔ ۲۴ ژوئیهٔ ۱۹۷۳) بازیکن بیس‌بال اهل ژاپن است.
وی در مسابقات کشوری و بین‌المللی در مجموع برندهٔ ۱ مدال برنز شده‌است.